# 観光コンサルタント
観光コンサルタント（かんこうコンサルタント）とは、観光業に関わるコンサルタント。ホテル旅館、ブライダルから旅行業、観光地活性化等といった観光サービス業を支援する。日本国内の観光事業者や日本各地での行政の観光担当者への支援の他、国際観光コンサルタントという諸外国の観光政策策定などを手がける者もある。日本観光協会では公認観光サービスコンサルタントを認定している。人材育成方法としては、大学などの観光関連学科でのものや、商工会議所主催で、観光関連業の様々な業種での経営戦略などの研修、講習会を開催したり、中小企業大学校などで観光ホスピタリティについての講座を開催するなど多岐に渡る。
業務内容としては、全国の観光地再生や創造、観光事業者の育成支援と専門家派遣、観光基盤整備事業にともなう調査、観光計画・リゾート地開発、エコツーリズム開発、観光誘致宣伝協議、観光ルートの開発と提案. 観光プロデュース事業と事業化申請支援、観光マネジメント事業展開、といった観光に関するあらゆる業務から、イベントやウェブサイトなどの媒体企画・運営や地域の活性化および入込み客の増加への取り組み、観光振興計画、地域の活性化といったまちづくり・まちおこし村おこし策をアドバイスするなどを主とするコンサルタント業をかねる場合もある。
その他、グリーン・ツーリズム活用型雇用創出事業、観光業・サービス業の企業支援展開、観光振興アドバイザー、観光ビジネスのコンサルティング事業、観光振興のコンサルティング事業、観客誘致・観光振興による地域活性化支援、なども行う。
関連するものに、観光を専門分野としている中小企業診断士で構成している合同会社観光ビジネス研究会がある。
国土交通省九州運輸局では、外国人観光客を誘致策に国際観光アドバイザーを委嘱している。国土交通省ではそのほか、地域の観光振興に貢献する人物を観光カリスマ百選に選定している。
企業、事業所として株式会社観光ビジネスコンサルタンツ、大石国際観光コンサルタント事務所、有限会社南葉山観光コンサルタント、関東観光コンサルタント（旅行会社/旅行代理店）、株式会社KBS創研、観光販売システムズ、南都銀行観光コンサルタントといったものから、松原経営観光コンサルタント事務所、国際観光コンサルタント大石事務所、菊エンタープライズ、株式会社リージョナルプランニング(前田豪)のような実質個人事業などの場合、個人で観光コンサルタントを名乗る場合もある。その他財団法人の計量計画研究所や日本交通公社といったシンクタンクなどに所属しで観光に関するコンサルティングを行うといった個人もいる。